# Paul Grégoire (beeldhouwer)
Paul Grégoire (Amsterdam, 21 februari 1915 - aldaar, 23 april 1988) was een Nederlands beeldhouwer, medailleur en academiedocent.

## Leven en werk
Grégoire was een zoon van de schilder Johannes Hubertus (Jan) Grégoire en Maria Barbara Hubertina Ras. Zijn ouders, beiden afkomstig uit Maastricht, vestigden zich in 1910 in Amsterdam. Grégoire werd er opgeleid aan de Rijksakademie van beeldende kunsten als leerling van onder anderen Jan Bronner en Johannes Hendricus Jurres. Grégoire was sterk geïnspireerd door Charles Despiau. Hij werd in 1956 hoogleraar aan de Rijksakademie. Hij gaf les aan onder anderen zijn zoon Pépé Grégoire, Eddy Roos, Jon Gardella, Jet Schepp en Saskia Pfaeltzer. Door zijn werk, maar ook door zijn invloed op zijn leerlingen, is Paul Grégoire van grote en blijvende invloed geweest op de beeldhouwkunst in Nederland.
Onder zijn leiding ontstond aan de Rijksakademie de Groep van de figuratieve abstractie, later afgekort tot 'De Groep', waarvan hij kan worden beschouwd als grondlegger in de traditie van Bronner en als lid van de tweede generatie van 'De Groep'.
Grégoire was de 'filosoof van de arabesk' en zocht altijd naar 'de bewegingslijn in de ruimte', waarvan zijn vrijheidsmonument in Eindhoven een voorbeeld is. Zijn werk past in de traditie van de figuratief abstracte beeldhouwkunst.

## Werken
Werken van zijn hand zijn onder meer:
- Monument (1948), Kerkbrink, Rolde
- Gideon-monument (1950), Zutphen
- Oorlogsmonument (1952), Nieuw-Ginneken
- Bevrijdingsmonument (1954), Eindhoven
- Reliëfs (1955-1956) aan het door architect J.J.P. Oud ontworpen Nationaal Monument voor oorlogsslachtoffers, Dam, Amsterdam
- Beeldengroep (1956) bij het gemaal Wortman, Lelystad
- Drie reliëfs boven de entree van het gemeentehuis (1960-1961), Gilze en Rijen
- Europa en de stier (1967), Mariaplaats, Utrecht (gift van de NS)
- De Muzen Pan en Orpheus (1975), Hilversum
- Jan van den Doem I (Jan van (of uit) Henegouwen) in de Kloosterhof van de Dom van Utrecht

## Galerij

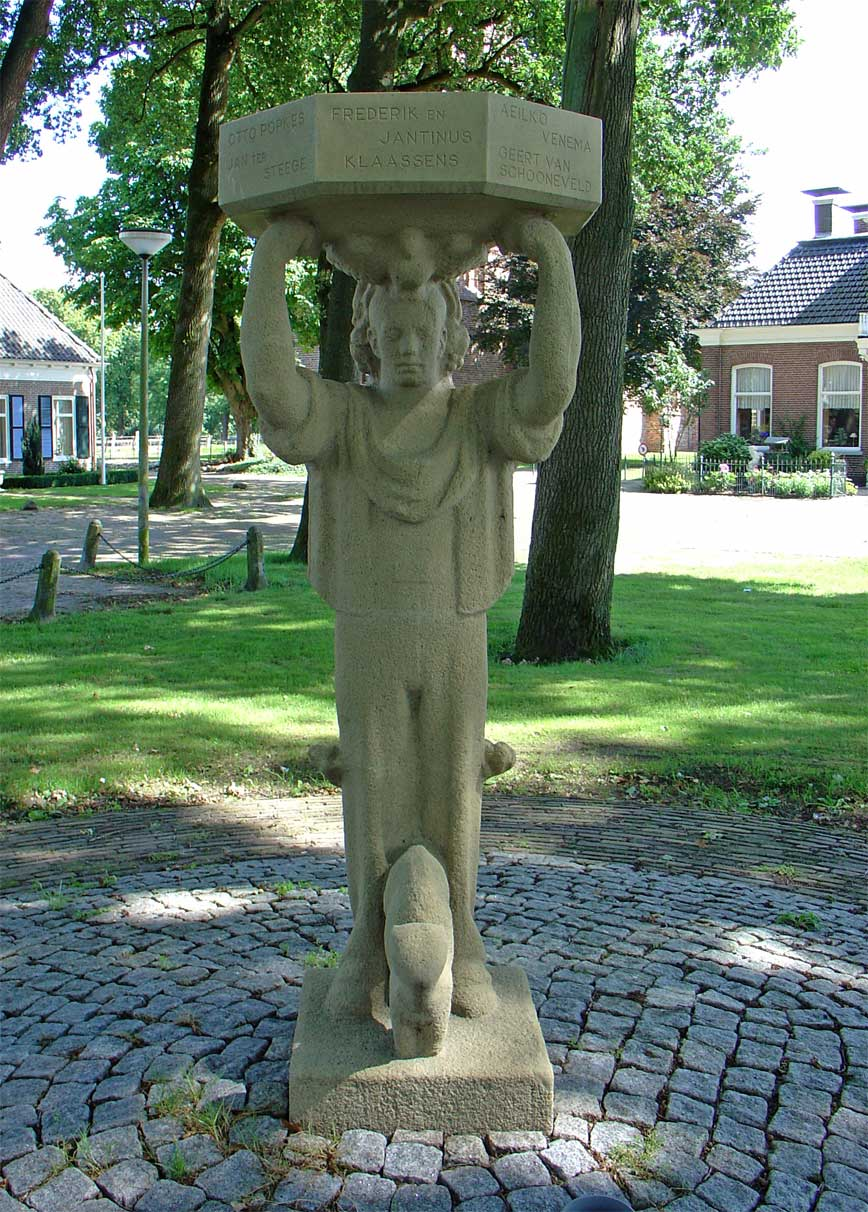
Oorlogsmonument (1948), Rolde
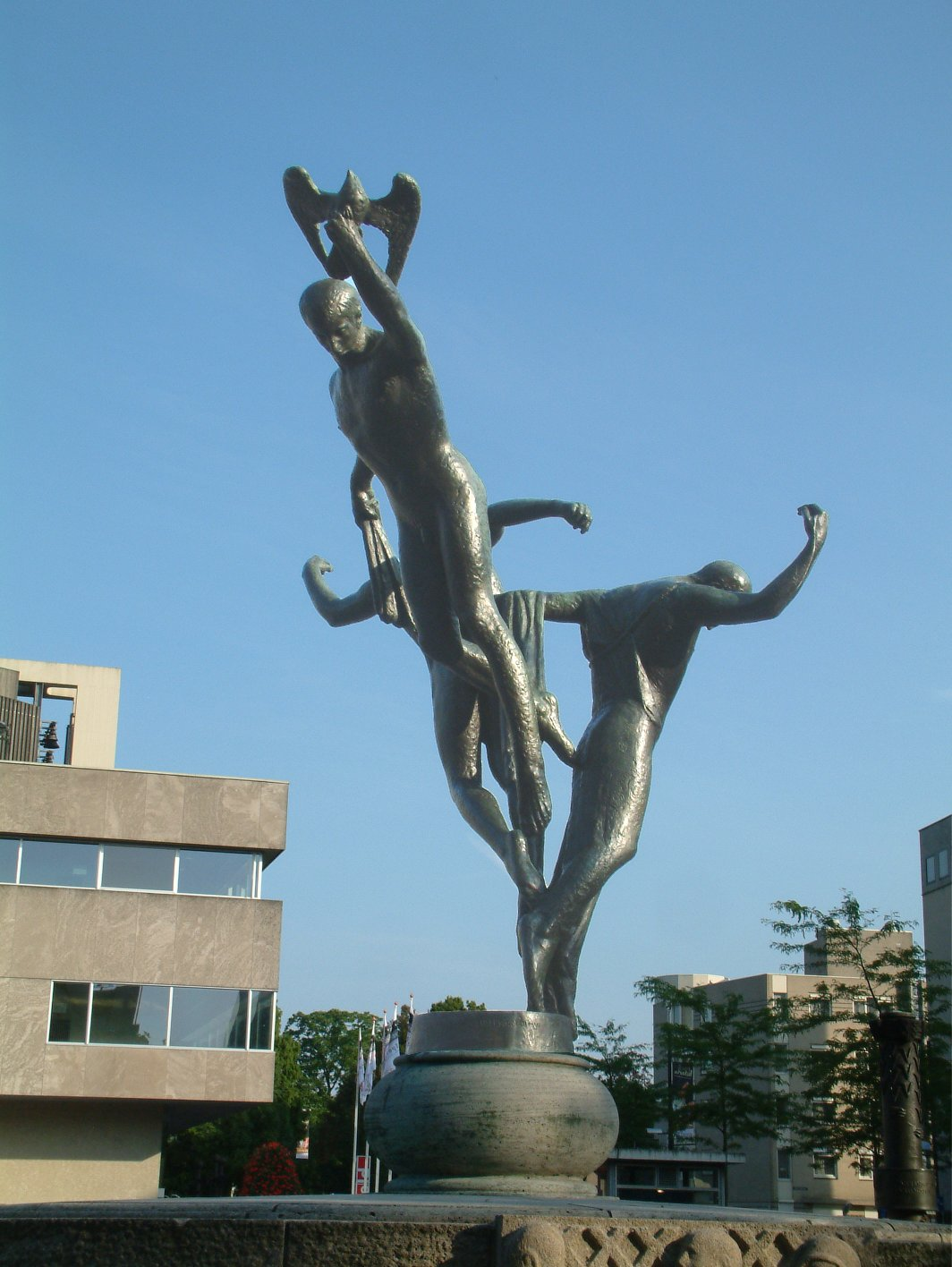
Bevrijdingsmonument (1954), Eindhoven
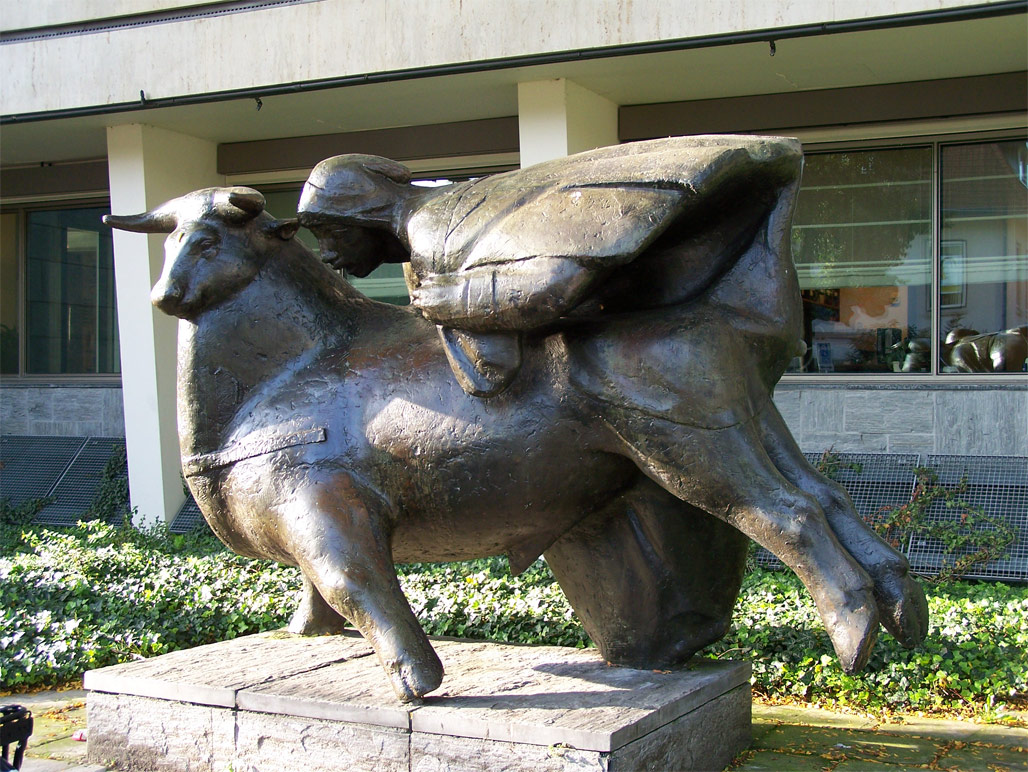
Europa en de stier (1967), Utrecht
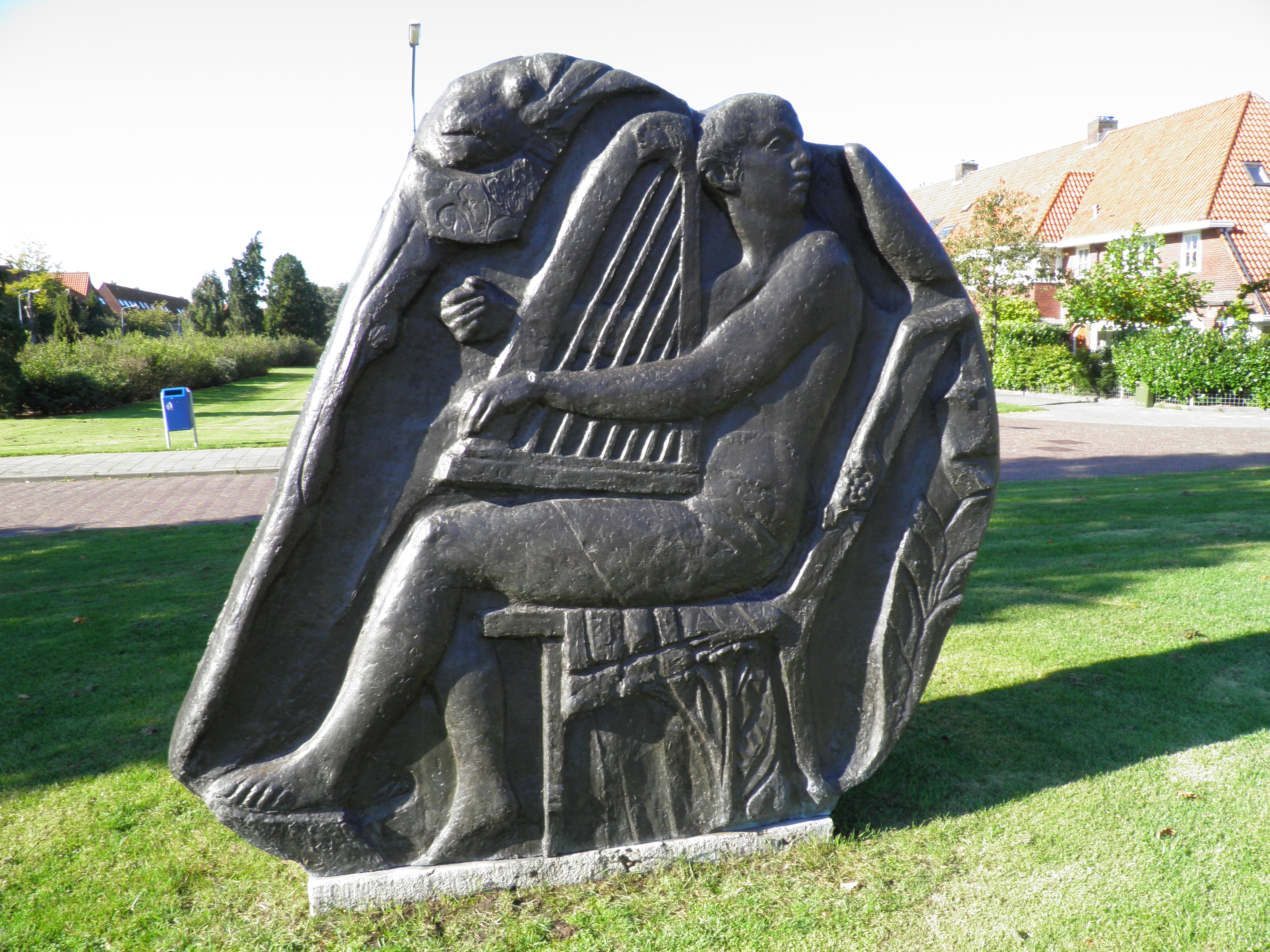
Orpheus (1975), Hilversum